# 配置状態関数
量子化学において、配置状態関数（はいちじょうたいかんすう、英: configuration state function、CSF）はスレイター行列式の対称性適応形の線形結合である。CSFは電子配置とは混同しがちだが、別物である。

## 定義
CSFは、系の波動関数{\displaystyle \Psi }と同じ量子数を持つように構成される。
配置間相互作用では、波動関数はCSFの線形結合で表される。
{\displaystyle \Psi =\sum _{k}c_{k}\psi _{k}\ }
ここで{\displaystyle \psi _{k}}はCSFの組である。係数{\displaystyle c_{k}}は{\displaystyle \Psi }の展開を用いてハミルトニアン行列を計算することで求められる。ハミルトニアン行列が対角化されている場合、固有ベクトルは展開係数に選ばれている。多配置自己無撞着場計算では、スレイター行列式だけでなくCSFも基底として用いられる。
原子構造においてCSFは、以下の演算子の固有状態である。
- 軌道角運動量演算子の二乗{\displaystyle {\hat {L}}^{2}}
- 軌道角運動量演算子のz成分{\displaystyle {\hat {L}}_{z}}
- スピン演算子の二乗{\displaystyle {\hat {S}}^{2}}
- スピン演算子の二乗{\displaystyle {\hat {S}}_{z}}

直鎖分子では、{\displaystyle {\hat {L}}^{2}}は系のハミルトニアンと交換しない。よってCSFは{\displaystyle {\hat {L}}^{2}}の固有状態ではない。しかし軌道角運動量のz成分は良い量子数で、CSFは{\displaystyle {\hat {L}}_{z},{\hat {S}}^{2},{\hat {S}}_{z}}の固有状態になるように構成される。非直鎖分子では、{\displaystyle {\hat {L}}^{2}}も{\displaystyle {\hat {L}}_{z}}もハミルトニアンとは交換しない。この場合CSFは原子核骨格が属する点群の既約表現の一つの空間変換の特性を持つように構成される。
なぜならハミルトニアン演算子は同じように変換するからである。{\displaystyle {\hat {S}}^{2}}と{\displaystyle {\hat {S}}_{z}}は有効な量子数で、CSFはこれらの演算子の固有関数になるように構成される。

## 配置から配置状態関数へ
しかしながらCSFは電子配置から導出される。電子配置では電子を軌道に割り振る。例えば、{\displaystyle 1s^{2}}は原子構造の電子配置の例で、{\displaystyle 1\pi ^{2}}は分子構造における電子配置の例である。
ある電子配置が得られたならば、一般的にそこからいくつかのCSFを作ることができる。そのためCSFは「N粒子対称性適応基底関数」とも呼ばれる。電子配置が決まっているため電子数{\displaystyle N}も固定されている。電子配置からCSFを作るとき、電子配置に関連するスピン軌道を扱わなければならない。
例えば原子における{\displaystyle 1s}軌道が与えられた場合、{\displaystyle 1s}軌道に関連する2つのスピン軌道がある。
{\displaystyle 1s\alpha \;\;\;1s\beta }
ここで
{\displaystyle \alpha ,\;\;\;\beta }
はそれぞれ上向きスピンと下向きスピンの1電子スピン関数である。
同様に、直鎖分子（点群{\displaystyle C_{\infty v}}）における{\displaystyle 1\pi }軌道では4つのスピン軌道がある。
{\displaystyle 1\pi (+)\alpha ,\;1\pi (+)\beta ,\;1\pi (-)\alpha ,\;1\pi (-)\beta }
なぜなら{\displaystyle \pi }は角運動量のz成分が{\displaystyle +1}と {\displaystyle -1}に相当するからである。
スピン軌道の組は、箱の組と考えることができ、それらを{\displaystyle M}個の箱と呼ぶことにする。{\displaystyle N}個の電子を{\displaystyle M}個の箱に振りわける。それぞれの振り分け方はある特定のスレイター行列式{\displaystyle D_{i}}に相当する。{\displaystyle N<M}である場合は、その振り分け方は数多くある。
他の見方として、全体で{\displaystyle M}個あるうちの{\displaystyle N}個を選ぶ方法、つまり組み合わせがある。すべての可能な組み合わせを求める必要がある。選択の次数は重要ではない。なぜなら行列式を扱っており、必要によって法則を入れ替えることができるからである。
必要な量子数を持つスレイター行列式だけを選ぶことができる。必要な全スピン角運動量（原子の場合は全軌道角運動量も）を得るために、それぞれのスレイター行列式は、クレブシュ-ゴルダン係数から最終的に導出される結合係数 {\displaystyle c_{i}}を左から掛けておかなければならない。よってCSFは以下のような線形結合である。
{\displaystyle \sum _{i}c_{i}\;D_{i}}
レフディンの射影演算子の形式は係数を求めるために使われる。いかなる行列式{\displaystyle D_{i}}の組でも、何種類かの異なる係数の組が得られる。それぞれの組は1つのCSFに相当する。実際、これは全スピン角運動量と全軌道角運動量の異なる合成を反映している。

## CSFを構成する系統的なアルゴリズム
最も基本的には、配置状態関数は
- {\displaystyle M}個の軌道の組
- {\displaystyle N}個の電子

から以下の系統的なアルゴリズムによって構成できる。
1. {\displaystyle M}個の軌道の組へ{\displaystyle N}個の電子を分配して配置を与える。
2. それぞれの軌道で可能な量子数のカップリング（と個々の軌道の波動関数）は量子力学より分かる。つまり、それぞれの軌道は許されるカップリングの中の1つを選ぶが、全スピンのz成分{\displaystyle S_{z}}は明らかでないままである。
3. すべての軌道の空間カップリングが必要な系の波動関数に合っているか確認する。

分子が{\displaystyle C_{\infty v}}や{\displaystyle D_{\infty h}}であった場合、それぞれの軌道でのカップリングした{\displaystyle \lambda }の単純な線形結合によって得られる。原子核骨格が対称性{\displaystyle D_{2h}}によって変換するような分子やその部分群では、群の積表は{\displaystyle N}個すべての軌道の既約表現の積を求めるために用いられる。
1. 左から右へ{\displaystyle N}個の軌道の全スピンをカップリングさせる。つまりそれぞれの軌道で固定された{\displaystyle S_{z}}を選ばなければならない。
2. 系の波動関数が要求する値に対して最終的な全スピンとz成分をテストする。

上記のステップは、{\displaystyle N}個の電子と{\displaystyle M}個の軌道から求められるCSFの全部の組を明らかにするために、何度も繰り返し行う必要がある。

## 1軌道配置と波動関数
量子力学により、可能な1軌道波動関数が定義される。どんなソフトウェアを実行するにしても、表もしくは論理文の組が与えられる。
以下の表は、1または2個の電子をもつ{\displaystyle \sigma }軌道の可能なカップリングを示す。
| 軌道配置                    | 項記号                          | {\displaystyle S_{z}}成分 |
| --------------------------- | ------------------------------- | ------------------------- |
| {\displaystyle \sigma ^{1}} | {\displaystyle ^{2}\Sigma ^{+}} | {\displaystyle +1/2}      |
| {\displaystyle \sigma ^{1}} | {\displaystyle ^{2}\Sigma ^{+}} | {\displaystyle -1/2}      |
| {\displaystyle \sigma ^{2}} | {\displaystyle ^{1}\Sigma ^{+}} | {\displaystyle 0}         |

次の表は{\displaystyle \pi }軌道における15個の可能なカップリングを示す。{\displaystyle \delta ,\phi ,\gamma ,\ldots }軌道は15個の可能なカップリングを作り、それらは全てこの表から推定される。
| 軌道配置                 | 項記号                          | ラムダカップリング | {\displaystyle S_{z}} 成分 |
| ------------------------ | ------------------------------- | ------------------ | -------------------------- |
| {\displaystyle \pi ^{1}} | {\displaystyle ^{2}\Pi }        | {\displaystyle +1} | {\displaystyle +1/2}       |
| {\displaystyle \pi ^{1}} | {\displaystyle ^{2}\Pi }        | {\displaystyle +1} | {\displaystyle -1/2}       |
| {\displaystyle \pi ^{1}} | {\displaystyle ^{2}\Pi }        | {\displaystyle -1} | {\displaystyle +1/2}       |
| {\displaystyle \pi ^{1}} | {\displaystyle ^{2}\Pi }        | {\displaystyle -1} | {\displaystyle -1/2}       |
| {\displaystyle \pi ^{2}} | {\displaystyle ^{3}\Sigma ^{-}} | {\displaystyle 0}  | {\displaystyle +1}         |
| {\displaystyle \pi ^{2}} | {\displaystyle ^{3}\Sigma ^{-}} | {\displaystyle 0}  | {\displaystyle 0}          |
| {\displaystyle \pi ^{2}} | {\displaystyle ^{3}\Sigma ^{-}} | {\displaystyle 0}  | {\displaystyle -1}         |
| {\displaystyle \pi ^{2}} | {\displaystyle ^{1}\Delta }     | {\displaystyle +2} | {\displaystyle 0}          |
| {\displaystyle \pi ^{2}} | {\displaystyle ^{1}\Delta }     | {\displaystyle -2} | {\displaystyle 0}          |
| {\displaystyle \pi ^{2}} | {\displaystyle ^{1}\Sigma ^{+}} | {\displaystyle 0}  | {\displaystyle 0}          |
| {\displaystyle \pi ^{3}} | {\displaystyle ^{2}\Pi }        | {\displaystyle +1} | {\displaystyle +1/2}       |
| {\displaystyle \pi ^{3}} | {\displaystyle ^{2}\Pi }        | {\displaystyle +1} | {\displaystyle -1/2}       |
| {\displaystyle \pi ^{3}} | {\displaystyle ^{2}\Pi }        | {\displaystyle -1} | {\displaystyle +1/2}       |
| {\displaystyle \pi ^{3}} | {\displaystyle ^{2}\Pi }        | {\displaystyle -1} | {\displaystyle -1/2}       |
| {\displaystyle \pi ^{4}} | {\displaystyle ^{1}\Sigma ^{+}} | {\displaystyle 0}  | {\displaystyle 0}          |

## CSF構成のためのソフトウェア
原子、分子、分子によって散乱された電子や陽電子でのCSFを作るプログラムはすでに利用可能である。一般的なCSFを作る計算法はグラフィカルユニタリ群アプローチである。